# تنمية اقتصادية مجتمعية
التنمية الاقتصادية المجتمعية (CED) هو مجال الدارسة الذي يستخلص بدأب المشاركة المجتمعية عند العمل مع القطاعين الحكومي والخاص بهدف إنشاء مجتمعات وصناعات وأسواق قوية. إن "التنمية الاقتصادية المجتمعية" منهج شامل متعدد الوجوه للتعامل مع التغير المجتمعي ولا يقتصر فقط على برامج مكافحة الفقر، كما أنه ليس مرادفًا للتوظيف الصناعي. فالتنمية الاقتصادية المجتمعية ليست محاولة لاستغلال الموارد لتحقيق أقصى عائد اقتصادي."lt;ref>Ron Schaffer, Steven C. Deller, David W. Marcouiller. Community Economics: linking theory and practice. Iowa State University Press. 2004. اطلع عليه بتاريخ 2011-01-15.{{استشهاد بكتاب}}:  صيانة الاستشهاد: أسماء متعددة: قائمة المؤلفين (link)</ref>
تشجع التنمية الاقتصادية المجتمعية على استخدام الموارد المحلية بطريقة تُحسن الفرص الاقتصادية بالمزامنة مع تحسين الظروف الاجتماعية بطريقة مستدامة. وتطبق مبادرات التنمية الاقتصادية المجتمعية غالبًا للتغلب على الأزمات وزيادة فرصة المجتمعات المحرومة. ومن جوانب «توضيع الاقتصاد»، تكون التنمية الاقتصادية المجتمعية عملية متركزة على المجتمع وتمزج تلك العملية ما بين التنمية الاجتماعية والاقتصادية لتدعيم الرفاهية الاقتصادية والاجتماعية والبيئية والثقافية للمجتمعات. وقد تكون جزءًا من مبادرة التنمية الاقتصادية المجتمعية المستدامة إيكولوجيًا. وتشير الأبحاث إلى أن إحدى فوائد رأس مال مشروع تنمية المجتمع هي تأثيرها في جلب استثمار رأس مال المشروع التقليدي إلى المناطق الفقيرة في الخدمات.
تعد التنمية الاقتصادية المجتمعية بديلاً لـ التنمية الاقتصادية التقليدية. والركيزة الأساسية لها هي: "...أنه ينبغي معالجة المشكلات التي تواجه المجتمع بطريقة شاملة وتشاركية - ومن أمثلة تلك المشكلات البطالة والفقر والفصل بين الوظائف والانحلال البيئي وفقدان السيطرة على المجتمع.
تشترك التنمية الاقتصادية المجتمعية غالبًا في عملية إقامة المشروعات الاجتماعية التي هي جزء من الاقتصاد الاجتماعي. وتعد المشروعات الاجتماعية القائمة على المجتمع، ويطلق عليها أحيانًا القطاع الثالث، شراكة بين الهيئات الحكومية والمشروعات الصغيرة والمتوسطة والشركات الوطنية الكبيرة والشركات متعددة الجنسيات وقطاع المؤسسات غير الربحية، وتهدف تلك المشروعات إلى تحقيق أهداف اجتماعية واقتصادية و/أو بيئية التي لا يمكن لأي من تلك الهيئات تحقيقها لذاتها أو بذاتها.

## وصلات خارجية
- The Canadian CED Network
- Statement of CED Principles
- CED Gateway (index)
- Glen C. Pulver “father of community economics”
- Center for Community Economic Development